# Sonate pour violoncelle et piano de Debussy
Pour les articles homonymes, voir Sonate pour violoncelle et piano.
La Sonate pour violoncelle et piano (CD 144) de Claude Debussy fait partie des dernières œuvres du compositeur, écrite en quelques jours entre la fin juillet et le début août 1915, lors du séjour de Debussy à Pourville au bord de la mer, en dépit des premiers signes d'affaiblissement du compositeur.

## Historique
La création de la Sonate pour violoncelle et piano eut lieu le 4 mars 1916 à Londres (Æolian Hall) avec Charles Warwick-Evans au violoncelle et Ethel Hobday (en) au piano ; elle fut suivie, quelques jours plus tard, le 9 mars 1916, par la création suisse à Genève (Casino Saint-Pierre) avec Léonce Allard au violoncelle et Marie Panthès au piano.
La création française, quant à elle, semble avoir eu lieu le 26 mai 1917 à Paris (Odéon) avec Louis Ruyssen au violoncelle et Rose Gentil-Depecker au piano. Plusieurs autres exécutions publiques eurent lieu avant celle, historique, du 24 mars 1917 à Paris (4, avenue Hoche) avec Claude Debussy au piano et Joseph Salmon au violoncelle :
- le 21 janvier 1917 à Paris (Salons de Paul Poiret - 107 Faubourg Saint-Honoré) avec Carlos Marchal au violoncelle et Pierre Lucas au piano[5].
- le 1er février 1917 à Bordeaux (Salle Art-Nouveau du Nouvel-Hôtel de Bordeaux) avec Louis Rosoor au violoncelle et Yvonne Gellibert-Lambert au piano[6].
- à Paris les 15 mars 1917 (Salle des Concerts Rouge - 6, rue de Tournon) et 18 mars 1917 (Salle des Agriculteurs - 8, rue d’Athènes)  avec Louis Ruyssen au violoncelle et Lazare-Lévy au piano[7].

Tout ceci illustre l’enthousiasme que suscita très rapidement cette œuvre auprès des interprètes.
Nota : cette sonate a été travaillée au Front fin 1916 début 1917 par André Caplet et Maurice Maréchal sur son célèbre violoncelle le "Poilu". C'est lors d'une rencontre le 17 janvier 1917 chez Debussy qu'elle a été mise au point.

## Structure
Le titre Pierrot fâché avec la lune aurait été pressenti, une allusion probable au peintre Watteau, revue par le Verlaine des Fêtes galantes ; mais la question de savoir si les commentaires descriptifs utilisés par Louis Rosoor dans ses programmes de concerts sont de Debussy reste sans réponse.
Debussy aurait été hanté par les arlequinades de la commedia dell'arte. La composition reste un mélange d'humour sarcastique et de poésie mélancolique. Le piano cantonné dans un rôle d'accompagnateur (de continuo) laisse la part belle au violoncelle, dont la sonorité évoque celle de la guitare ou de la mandoline. Debussy a d'ailleurs laissé cette mention manuscrite : « Que le pianiste n'oublie jamais qu'il ne faut pas lutter contre le violoncelle, mais l'accompagner. »
La sonate comprend trois mouvements :
- un Prologue qui débute dans le style d'une ouverture à la française, fière et majestueuse. Le piano revient vite à son rôle d'accompagnateur et laisse s'épanouir le violoncelle dans des épanchements solitaires. Un passage à l'agitation inquiète animando poco a poco ramène le thème initial. Le Prologue se termine en ré majeur sur une quinte à vide dans le registre aigu du violoncelle.
- La Sérénade, à l'humeur fantasque et capricieuse, n'est pas sans évoquer le prélude pour piano Général Lavine. Sur un rythme de Habanera, le violoncelle fournit pizzicatos, portandos et harmoniques, évoquant la mandoline.
- Le dernier mouvement Finale s'enchaîne, virtuose, évoquant encore des images d'Espagne en particulier les « Parfums de la nuit » d'Iberia, dans une sorte de gaieté lunaire.

### Ouvrages généraux
- Claude Debussy, Correspondance, 1872-1918, Paris, Gallimard, 2005, 2352 p. (ISBN 2-07-077255-1) éditée sous la direction de François Lesure et Didier Herlin
- Paul Landormy, La Musique française de Franck à Debussy, Paris, Gallimard, 1943, 248 p. (ISBN 2-07-023708-7)
- Paul Pittion, La Musique et son histoire : tome II — de Beethoven à nos jours, Paris, Éditions Ouvrières, 1960, 574 p.

### Monographies
- Jean Barraqué, Debussy, Paris, Le Seuil, coll. « Solfèges », 1962, rééd. 1994, 250 p. (ISBN 978-2-02-020626-6 et 2-02-020626-9)
- Antoine Goléa, Claude Debussy, Paris, Seghers, coll. « Musiciens de tous les temps », 1966, 190 p.
- Edward Lockspeiser et Harry Halbreich, Claude Debussy, Paris, Fayard, 1980, 823 p. (ISBN 2-213-00921-X)
Edward Lockspeiser, Claude Debussy, sa vie et sa pensée, Paris, Fayard, 1980, p. 7-529
Harry Halbreich, Claude Debussy, analyse de l'œuvre, Paris, Fayard, 1980, p. 533-748
- Gilles Macassar et Bernard Mérigaud, Claude Debussy : le plaisir et la passion, Paris, Gallimard, coll. « Découverte », 1992, 168 p. (ISBN 2-07-053224-0)
- Heinrich Strobel, Claude Debussy, Paris, Le Bon Plaisir, Librairie Plon, coll. « Amour de la Musique », 1952, 238 p., préface et traduction d'André Cœuroy
- Émile Vuillermoz, Claude Debussy, Genève, René Kister, coll. « Les grands compositeurs du XXe siècle », 1957, 160 p.

### Articles et analyses
- Collectif, « Debussy », La Revue musicale, Paris, no 1,‎ 1920 (lire en ligne)
André Suarès, Debussy, Paris, La Revue musicale, 1920, p. 98-126

## Discographie sélective
- Paul Tortelier et Jean Hubeau, avec des œuvres de Fauré chez Erato, 1962.
- Mstislav Rostropovitch et Benjamin Britten, avec la Sonate Arpeggione de Schubert chez Decca Records.
- Mischa Maisky et Martha Argerich chez Deutsche Grammophon.
- Jean-Guihen Queyras et Alexandre Tharaud chez Harmonia Mundi.